# Philippe Papon
Pour les articles homonymes, voir Papon.
Philippe Papon, dit Phiphi, né le 18 août 1910 à Saint-Paul-la-Roche et mort le 20 décembre 1993 à Limoges, fait partie des premiers à participer à des actes de résistance en Dordogne. Fournissant de l'aide matérielle à la résistance dès 1941, il commence à agir pour le compte de l'Armée Secrète en 1942-1943 avant de prendre la tête d'une section de 30 résistants au lendemain du 6 juin 1944. Il poursuit ensuite son engagement dans l'armée française renaissante jusqu'à la Libération.

## Biographie

La croix de Lorraine, choisie par le général de Gaulle comme symbole de la Résistance.

Propriétaire d'un garage à Thiviers et de plusieurs camions, dont un Berliet gazo-bois précieux en cette période de pénurie d'essence, Phiphi est, dès 1941, de plus en plus sollicité par la résistance naissante et en particulier par d'anciens militaires et autres résistants de la première heure agissant en Zone Libre. Persuadé de la nécessité de résister, il met à disposition une partie considérable de son matériel afin de dissimuler des armes ou d'aider à les transporter.
Lors de l'invasion de la Zone Libre en 1942, il intègre le réseau de l'O.R.A. puis opère pour l'Armée Secrète du Général de Gaulle et, après la fusion des divers mouvements de la Résistance intérieure française le 1er février 1944, pour les Forces françaises de l'intérieur (FFI) . 
Papon prend le maquis le 6 juin 1944 pour participer à la libération de la France. Il commande une section de 30 hommes dite "le groupe Phiphi" qui participera à la libération de Périgueux le 19 août 1944, puis  d'Angoulême et de Rochefort.
En septembre 1944 il est versé, comme de très nombreux FFI, dans l'armée française sous commandement du GPRF avec le grade de sous-lieutenant. À la tête de sa section (9e compagnie, bataillon Violette, brigade RAC), il se trouve engagé dans les combats aux abords de la Poche de Royan et de la pointe de Grave. Il assistera au bombardement de Royan pour lequel il exprimera des interrogations quant à son bien-fondé.
Philippe Papon a vécu à Périgueux de la Libération jusqu’à sa mort en 1993. Il est l'auteur d'un manuscrit, écrit dans les années 1980, qui fit l'objet d'une édition et publication posthume en 2014.

## Publication
- Philippe Papon, Mémoires d'un Maquisard, le Groupe Phiphi, Éditions Sud Ouest, Bordeaux, 2014, 240 p.